# Drei-Welten-Lehre
Die Drei-Welten-Lehre ist eine ontologische Position, die die Existenz dreier Welten annimmt. Diese drei Welten sind die Außenwelt (= physikalische Welt materieller Objekte, z. B. Berge, Autos, Häuser), die Welt des Bewusstseins (z. B. Gedanken, Gefühle, Empfindungen) und die Welt der objektiven Gedankeninhalte (z. B. mathematische Sätze).
Eine Dreiteilung in Logos, Psyche und Physis findet man bereits in der klassischen griechischen Philosophie.
Die Drei-Welten-Theorie von Gottlob Frege wurde 1918 in seiner Arbeit Der Gedanke formuliert:
„Die Gedanken sind weder Dinge der Außenwelt noch Vorstellungen. Ein drittes Reich muss anerkannt werden.“
Ein weiterer Vertreter ist Karl Raimund Popper, mit dessen Namen die Drei-Welten-Lehre in besonderem Maße verbunden ist. Popper nennt die dritte Welt „Welt 3“.
Ähnlich wie bei Charles S. Peirce nimmt er an, dass die objektiven geistigen Gehalte Produkte des menschlichen Denkens seien, nach ihrer Erschaffung aber eine eigene Existenz besitzen. Das Bewusstsein ist bei ihm die zwischen physikalischer und geistiger Welt vermittelnde Instanz.
Für Roger Penrose steht die platonisch-mathematische Welt an erster Stelle; eindeutig vor der physikalischen, die nur eine Teilmenge ist. Die Beziehungen der geistigen Welt zu der „Welt der Ideen“ und der „Realität“ sind komplexer, wobei für Penrose besonders die quantenmechanischen Prozesse für die Bewusstseinsbildung und die theoretische Möglichkeit des Einzelnen, den „Logos“ zu erkennen, wichtig sind.
Einen methodischen „Trialismus“ vertreten auch einige Sozial- und Rechtsphilosophen wie Hermann Kantorowicz und Gustav Radbruch (Triade (Kultur)). Der Rechts- und Kulturphilosoph Axel Montenbruck entwickelt im Anschluss an Karl Popper und an den Trialismus von Gustav Radbruch eine „Drei-Welten-Lehre“, mit der er zwischen den drei Welten von (normativem) Humanismus, (empirischem) Naturalismus und kulturellem Pragmatismus trennt.